# Lake Wilson
Lake Wilson is een plaats (city) in de Amerikaanse staat Minnesota, en valt bestuurlijk gezien onder Murray County.

## Demografie
Bij de volkstelling in 2000 werd het aantal inwoners vastgesteld op 270.
In 2006 is het aantal inwoners door het United States Census Bureau geschat op 246, een daling van 24 (-8.9%).

## Geografie
Volgens het United States Census Bureau beslaat de plaats een oppervlakte van
1,3 km², waarvan 1,1 km² land en 0,2 km² water.

## Plaatsen in de nabije omgeving
De onderstaande figuur toont nabijgelegen plaatsen in een straal van 16 km rond Lake Wilson.